# 볼프강호

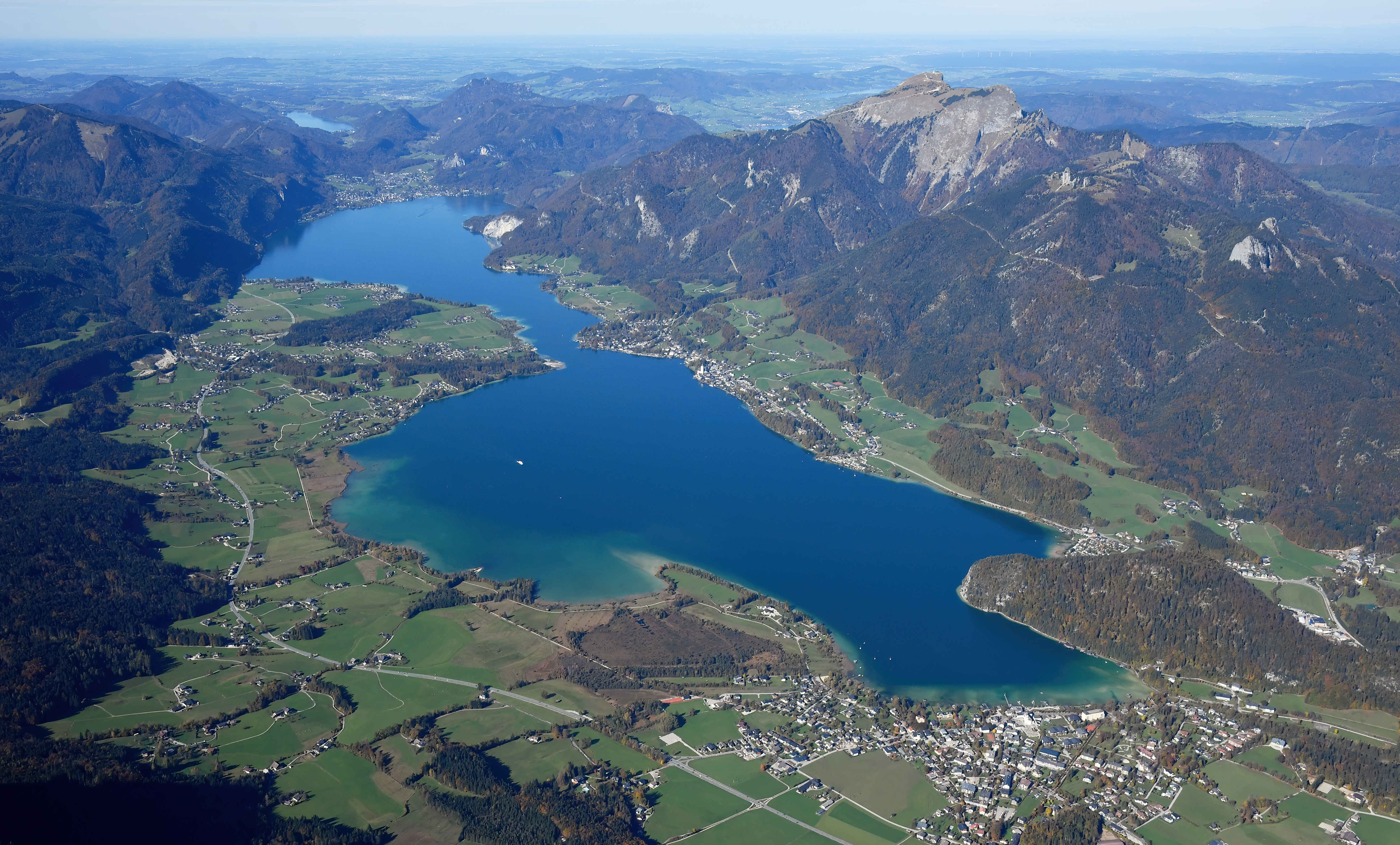
볼프강 호

볼프강 호(Wolfgangsee)는 오스트리아 잘츠카머구트에 위치한 호수다.

## 같이 보기
- 잘츠부르크